# ラルフ・トーレス
ラルフ・デレオン・ゲレーロ・トーレス（英語: Ralph Deleon Guerrero Torres; 1979年8月6日 - ）は、北マリアナ諸島のサイパン島、ガラパン地区出身の第9代北マリアナ諸島知事。政党は共和党。第8代知事エロイ・イノスが亡くなった後、第9代知事に就任し、2023年まで務めた。

## 背景と私生活
トーレスは1996年にボイジー高校を卒業後、2001年にボイシ州立大学で政治学の学士号を取得した。2004年に、兄と共に弁護士事務所「トーレスブラザーズ」で働き始めた。妻ダイアン・メンディオラトゥデラとの間に子供が6人おり、チャモロ系の血を引いている。

## 政治的キャリア

### 連邦議会
2008年、トーレスは北マリアナ諸島下院の選挙で勝利。翌2010年、北マリアナ諸島上院議員の選挙で勝利した。2010年から2015年まで、厚生委員会の委員長を務めた。2013年2月に上院議長に就任した。2015年1月12日に副知事に就任した。

### 知事
現職の知事エロイ・イノスの死後、トーレスは2015年12月29日に北マリアナ諸島知事に就任した。憲法に従い、上院議長のビクター・ホッコックが副知事に就任した。2016年、トーレスは銃の購入に1,000ドルの物品税を追加する法案、公法19-42を承認した。これは2016年当時、アメリカ合衆国での銃販売にかかる最高額の税金だった。しかし、この課税は合衆国憲法に従って違憲であると裁定され、合衆国地方裁判所によって条項が破棄された。
2018年2月、週刊誌『ブルームバーグビジネスウィーク』は、トーレスと彼の家族が香港を拠点にカジノなどの経営を行っている企業インペリアル・パシフィック・インターナショナルから数百万ドルの金銭を受けとっていたと報じた。2019年11月7日、FBIがインペリアル・パシフィック社とトーレスの事務所をマネーロンダリングや違法な政治献金疑いで家宅捜索したと報じられた。この報道を受けて、自治連邦議会下院の一部議員グループはトーレスの弾劾を求めた。2022年1月12日、自治議会下院は重罪、汚職、義務の怠慢などを理由とした6つの弾劾決議案をいずれも賛成15、反対4、棄権1票で可決（可決には14票が必要）し、弾劾決議案は上院で審議されることとなった。4月22日に上院は弾劾裁判の却下要請を拒否し、弾劾裁判は5月13日に開始されることが決定した。5月18日、上院は全ての弾劾決議案をいずれも賛成3、反対4で否決した（可決には6票必要）。
2022年11月8日の中間選挙で執行された知事選挙では得票率38.83％で首位となったが過半数には届かず、33.15％を得票し2位につけたアーノルド・パラシオス副知事とともに決選投票に進出。11月25日の投開票の結果、得票は45.95％にとどまり、54.05％を獲得したパラシオスに敗れた。